# Iglesia de San Plácido

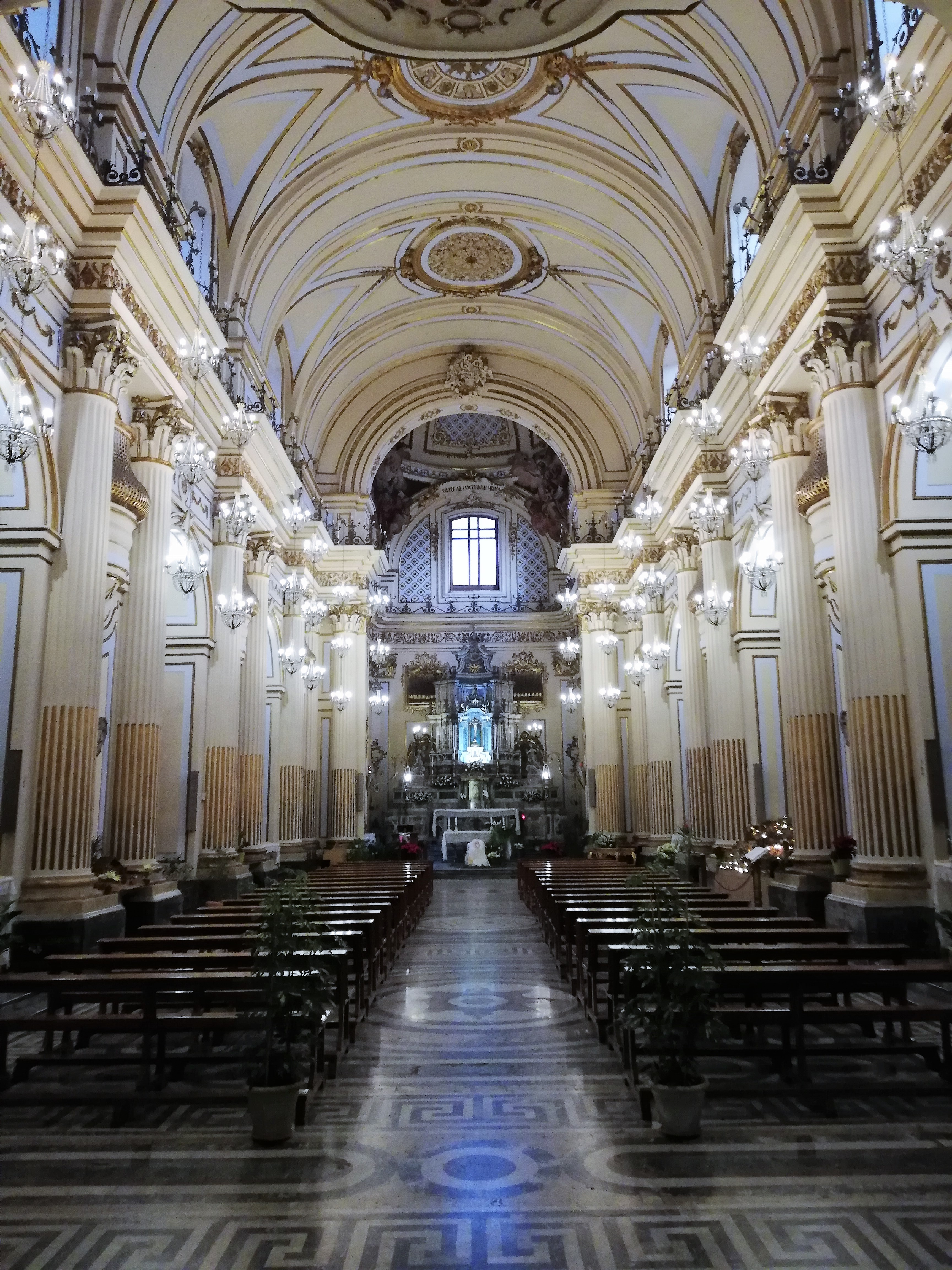
Nave.

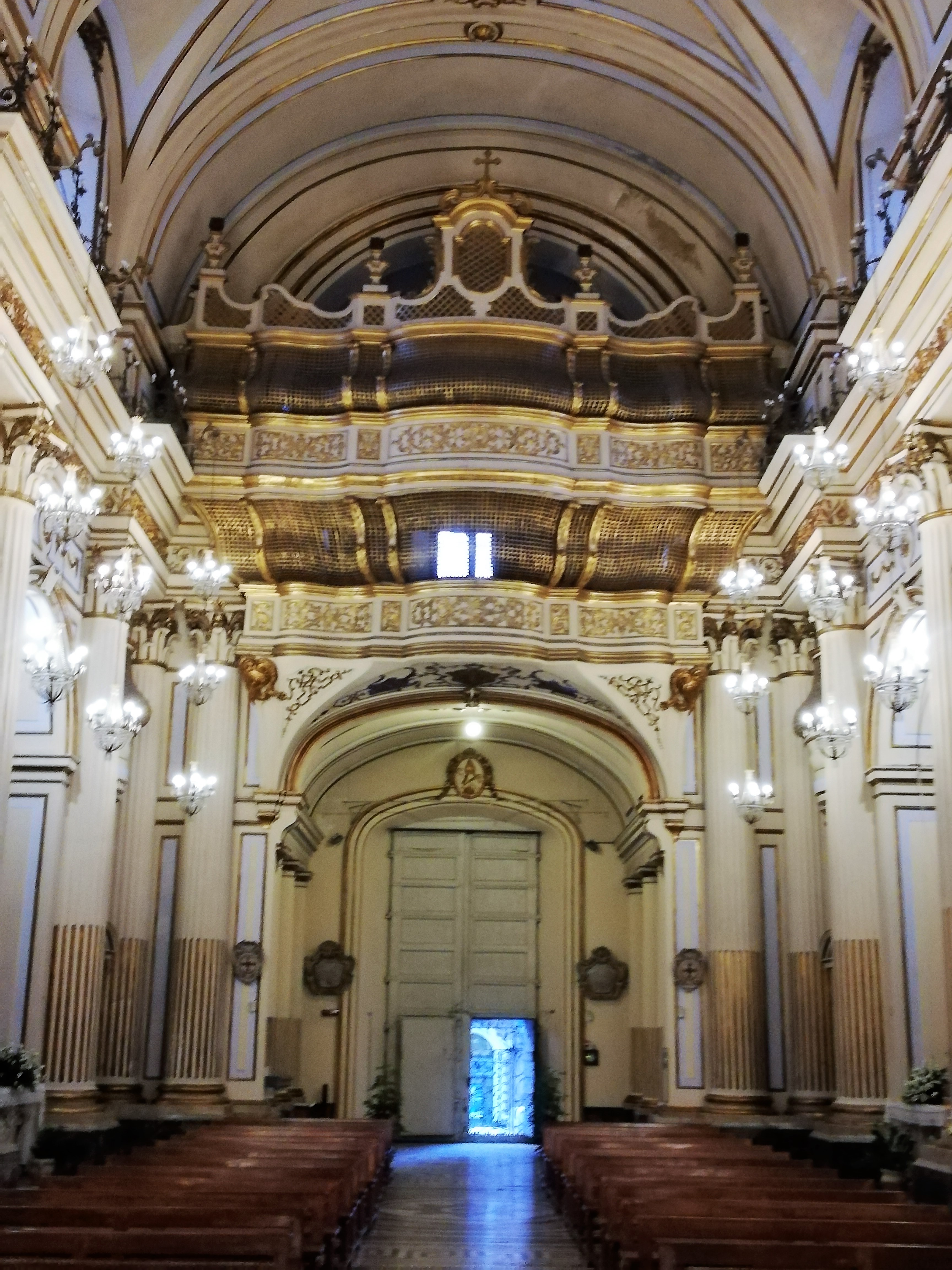
Contrafachada.

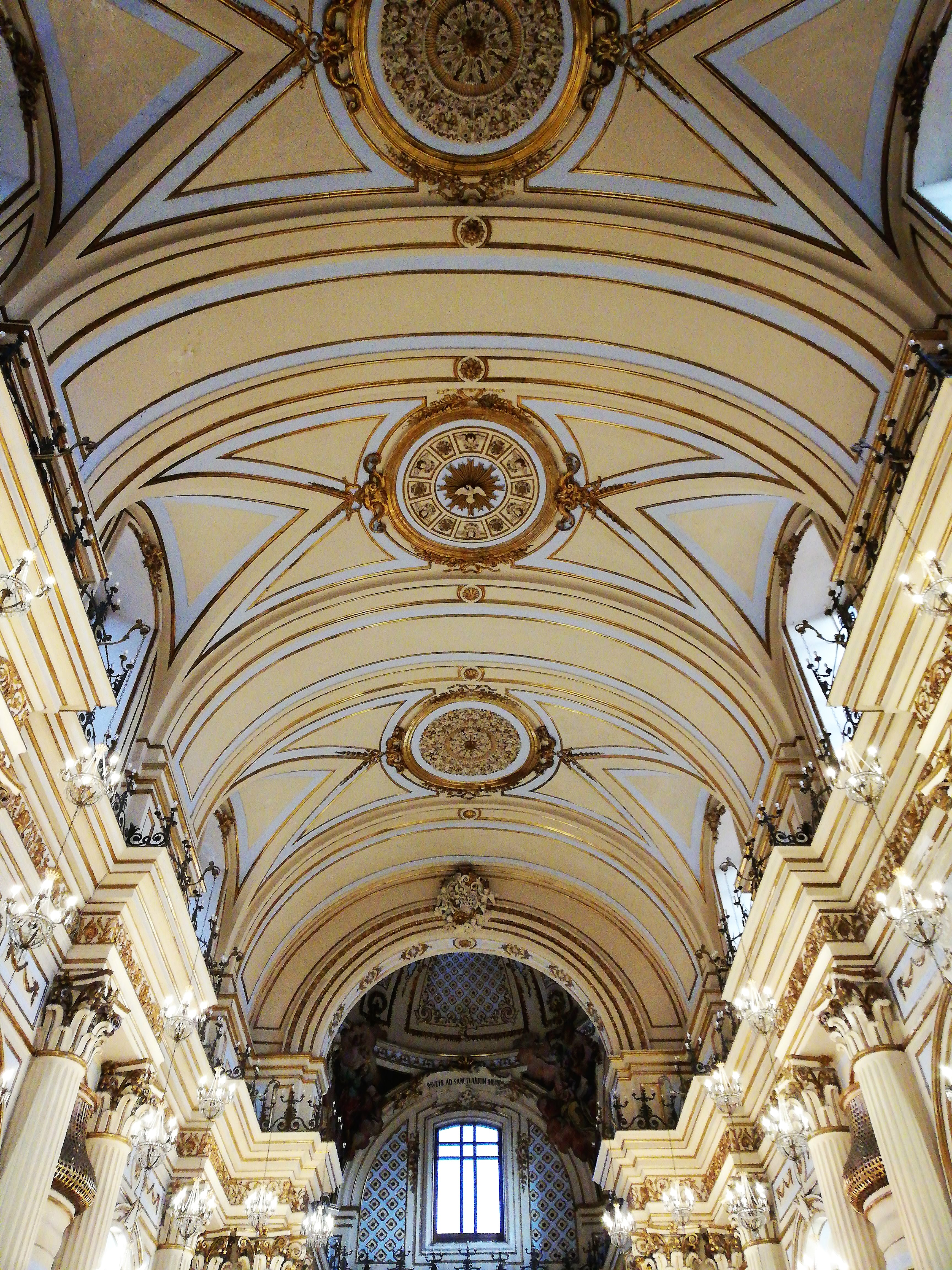
Bóveda de nave.

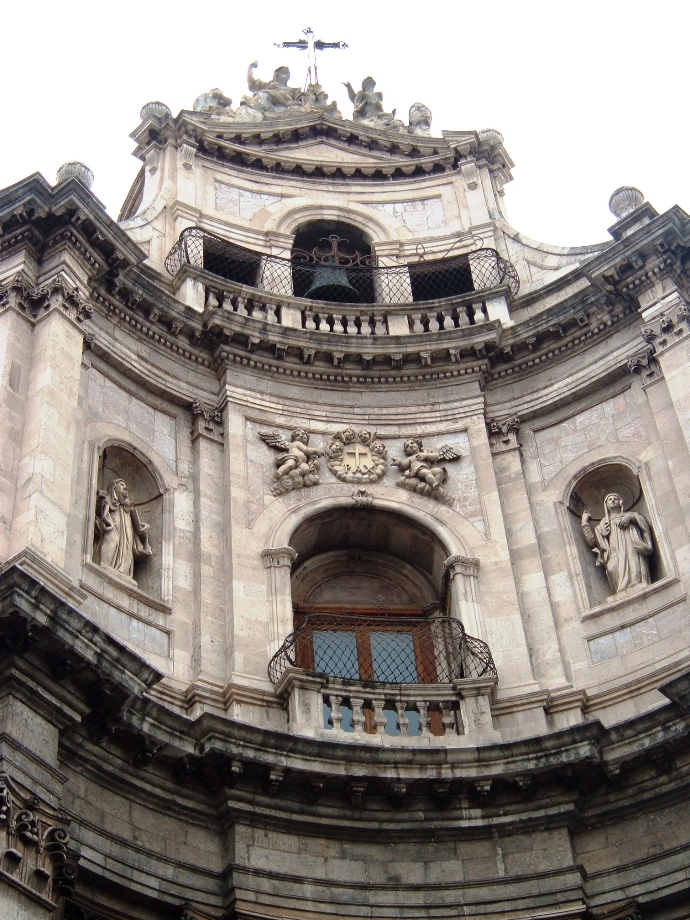
Fachada principal.

La iglesia de San Plácido está situada en Catania, en la plaza del mismo nombre en el barrio de Civita, y en las inmediaciones del Palazzo Biscari y de la catedral de Sant'Agata.

## Historia

### Época romana - bizantina
En la época romana el sitio estaba ocupado por un templo pagano dedicado a Baco.

### época aragonesa
La primera fundación se remonta, según Rasà, al año 1409, año en el que la reina Blanca,  hija del rey de Navarra, esposa del rey Martín, en su segundo matrimonio, y vicario del Reino de Sicilia, donó preciosos Mobiliario sagrado del monasterio de las monjas benedictinas, aún por construir, tal vez siendo huésped de las hermanas durante mucho tiempo.
Además, en el siglo XV Ximena y Paola de Lérida - "esposas de gran piedad y de una noble y rica familia catanesa"  - también contribuyeron económicamente a la construcción del monasterio de San Plácido, aunque el acta de fundación, fechada El 4 de diciembre de 1420,  muestra que Donna Paola, ahora viuda, fue la única inspiración para la fundación de la casa religiosa.
La construcción se realizó sobre las ruinas de un antiguo templo pagano dedicado al dios Baco, lugar de culto de la tradición religiosa de Catania, ya que se decía que allí estuvo la casa natal de Santa Águeda, patrona de la ciudad.

### era española
La iglesia fue arrasada por el catastrófico terremoto de Val di Noto de 1693, que destruyó la ciudad de Catania y el sureste de Sicilia.
Por iniciativa de las tres únicas monjas que escaparon de la muerte tras el terremoto, se inició la reconstrucción, confiada al arquitecto Stefano Ittar, y la nueva iglesia fue consagrada en 1723.

### Era contemporánea
En [1976 el templo fue cerrado al culto tras descubrirse graves problemas de estabilidad de la estructura y, tras aproximadamente tres años de obras de consolidación, fue reabierto al culto en 1979.

## Descripción

### Externo
La fachada de la iglesia, de estilo barroco clásico siciliano, se encuentra en la Piazza San Placido y está hecha de piedra blanca de Taormina. La fachada es cóncava en el centro y remata a los lados con dos puntales apuntados. A los lados de la única puerta de acceso se encuentran dos estatuas de San Plácido y San Benedetto, a los lados, de menores dimensiones, las de Santa Escolástica y Santa Geltrudis, obra del escultor Carmelo Distefano de Chiaramonte Gulfi (1ª mitad del siglo siglo XIX). La fachada está cerrada por una artística barandilla de hierro forjado, de forma convexa, que lleva en el centro el escudo de San Benito.En lo alto de la fachada hay un campanario dotado de tres campanas .
La fachada está adornada con esculturas, bajorrelieves y ventanas provistas de rejas.
En la contrafachada, encima de la puerta de entrada, se encuentra el órgano con coro oculto por una reja dorada.

### Interno
La iglesia es de una sola nave y en sus muros laterales se sitúan semicolumnas estriadas. Las paredes están adornadas con mármol y estuco dorado. Los cuatro altares laterales están adornados con bajorrelieves de mármol y equipados con cuatro grandes cuadros de los pintores Michele Rapisardi y Giuseppe Napoli.

#### pared derecha
- Primer tramo: Capilla de San Benedetto. En el quiosco se encuentra el cuadro que representa a San Benito resucitando a un campesino, pintado por Michele De Napoli en 1859.
- Segundo tramo: paso.
- Tercer tramo: Capilla de la Purísima Concepción. En el edículo se encuentra el cuadro que representa la Inmaculada Concepción, pintado por Michele Rapisardi.

#### pared izquierda
- Primera crujía: Capilla de San Gedeón. En el edículo se encuentra el cuadro que representa el Sacrificio de Gedeón, pintado por Michele Rapisardi en 1858c.
- Segundo tramo: paso.
- Tercer tramo: Capilla del Santo Crucifijo. En el edículo se coloca un crucifijo.

#### Obras
- 1858c. , Cena en Emaús, cuadro de Michele Rapisardi.
- Siglo XVIII, Evangelistas, pintura, obra documentada de Giovan Battista Piparo.

#### Presbiterio
El altar mayor es de mármol policromado y está sostenido por querubines también de mármol. En las paredes laterales del ábside hay dos grandes cuadros de Michele Rapisardi y al fondo del altar dos cuadros del pintor Tullio Allegra.

## Monasterio benedictino de San Plácido
- En las cercanías está documentada la Casa de Sant'Agata alla Civita.
- Los edificios incorporan los restos del noble palacio " alla marina " de la familia Platamone.

Las estructuras del monasterio se encuentran entre la actual vía Vittorio Emanuele II y la vía Museo Bìscari. El gran claustro, apoyado en el muro derecho del templo, desarrolla su mayor dimensión en el eje E - O con pórticos sostenidos por pilares (8 x 6 luces). Además, la gran sala con un patio adoquinado es adecuada como lugar para eventos culturales y exposiciones, con el nombre de "Casa o Palacio de la Cultura".

## Entradas relacionadas
Monumentos e itinerarios de Agatha:
- Catedral Metropolitana de Sant'Agata
- Iglesia de Sant'Agata la Vetere
- Iglesia de Sant'Agata al Borgo
- Iglesia de Sant'Agata al Carcere
- Iglesia de Sant'Agata alla Fornace o San Biagio
- Iglesia de la Badia di Sant'Agata
- Busto de Sant'Agata en via Dusmet en el Archi della Marina
- Iglesia de Sant'Agata alle Sciare
- Iglesia de Sant'Agata alle Virginelle
- Estela de Sant'Agata en la Plaza de los Mártires

- Datos: Q3584206
- Multimedia: San Placido (Catania) / Q3584206